# Buy Me a Coffee
 (mars 2025).
Buy Me A Coffee (abrégé en BMC ) est une société américaine de financement participatif basée à San Francisco, Californie, États-Unis,. Il permet aux créateurs ou auteurs un service de collecte de dons.
BMC ne facture pas de frais mensuels, mais facture des frais de transaction de 5 % pour tout soutien qu'un créateur reçoit.

## Histoire
L'entreprise a été fondée par Jijo Sanni , Joseph Sanni  et Alisha John  en 2018.